# Omloop van het Hageland 2014
De 10e editie van de Belgische wielerwedstrijd Omloop van het Hageland werd gehouden op 9 maart 2014. De start en aankomst van de tweede manche van de Lotto Cycling Cup 2014 lagen in Tielt-Winge. De Britse kampioene Elizabeth Armitstead pakte haar eerste overwinning van het seizoen na een sprint met haar Zweedse medevluchtster Emma Johansson. De Franse Audrey Cordon behaalde de derde plaats.

## Uitslag
| Plaats  | Naam                 | Ploeg                           | Tijd     |
| ------- | -------------------- | ------------------------------- | -------- |
| Winnaar | Elizabeth Armitstead | Boels Dolmans                   | 3u15'43" |
| 2       | Emma Johansson       | Orica-AIS                       | z.t.     |
| 3       | Audrey Cordon        | Hitec Products                  | + 4"     |
| 4       | Thalita de Jong      | Rabobank-Liv Woman              | z.t.     |
| 5       | Sofie De Vuyst       | Futurumshop.nl - Zannata        | z.t.     |
| 6       | Annemiek van Vleuten | Rabobank-Liv Woman              | z.t.     |
| 7       | Jessie Daams         | Boels Dolmans                   | z.t.     |
| 8       | Amanda Spratt        | Orica-AIS                       | + 7"     |
| 9       | Katarzyna Niewiadoma | Rabobank-Liv Woman              | + 9"     |
| 10      | Elisa Longo Borghini | Hitec Products                  | z.t.     |
| 11      | Roxane Fournier      | Poitou-Charentes.Futuroscope.86 | + 18"    |
| 12      | Daniela Gass         | Autoglas Wetteren               | z.t.     |
| 13      | Fiona Dutriaux       | Poitou-Charentes.Futuroscope.86 | z.t.     |
| 14      | Pascale Jeuland      | Poitou-Charentes.Futuroscope.86 | z.t.     |
| 15      | Alexis Ryan          | Verenigde Staten                | z.t.     |
| 16      | Aurore Verhoeven     | Lointek                         | z.t.     |
| 17      | Aude Biannic         | Lointek                         | z.t.     |
| 18      | Elena Cecchini       | Estado de México-Faren          | z.t.     |
| 19      | Nina Kessler         | Boels Dolmans                   | z.t.     |
| 20      | Kirsten Wild         | Giant-Shimano                   | z.t.     |

2005 · 2006 · 2007 · 2008 · 2009 · 2010 · 2011 · 2012 · 2013 · 2014 · 2015 · 2016 · 2017 · 2018 · 2019 · 2020 · 2021 · 2022 · 2023 · 2024 · 2025